# دلفلد
دلفلد (به آلمانی: Dellfeld) یک شهر در آلمان است که در زودوستپفالتس واقع شده‌است. دلفلد ۱٬۴۱۷ نفر جمعیت دارد.